# Nguyễn Xuân Phúc
Nguyễn Xuân Phúc (20 de julho de 1954) é um político do Vietnã que atuou como presidente do país de 2021 até a sua renúncia em 18 de janeiro de 2023 em meio a uma série de escândalos de corrupção.

## Carreira
Depois de servir cinco anos como primeiro-ministro do país, onde supervisionou um período de crescimento econômico recorde e dirigiu a forte resposta do país à pandemia de COVID-19, ele foi eleito para a presidência pela Assembleia Nacional do Vietnã em 5 de abril de 2021. Como presidente, Phúc foi o segundo mais alto funcionário no Vietnã, atrás apenas de Nguyễn Phú Trọng, o secretário-geral do Partido Comunista, e foi classificado em 2.º lugar no 13.º Politburo do Partido. Phúc também é membro titular da Assembleia Nacional, servindo em seus 11.º, 12.º, 13.º e 14.º mandatos.
Phúc tornou-se membro do Partido Comunista do Vietnã em 12 de novembro de 1983. Ele estudou na Universidade Nacional de Economia em administração econômica entre 1973 e 1978 e, após isso, estudou administração administrativa na Academia Administrativa Nacional do Vietnã. De 1978 a 1979, ele foi contratado pelo Conselho Econômico da província de Quảng Nam. De 1980 a 1993, Phúc trabalhou inicialmente como funcionário público, antes de se tornar vice-chefe do Comitê Popular de Quảng Nam-Đà Nẵng. Phúc então ocupou vários cargos, incluindo o de presidente provincial, diretor de escritórios do governo, antes de se tornar vice-primeiro-ministro (2011–2016).
Phúc renunciou ao cargo de presidente do Vietnã e se aposentou da política, assumindo a responsabilidade por "erros e violações" de 539 subordinados em seu governo em meio a uma repressão à corrupção. Em sua declaração sobre sua renúncia, o governo vietnamita o avaliou positivamente. Ele foi sucedido por Võ Thị Ánh Xuân, que assumiu o cargo como presidente interina até um novo presidente ser eleito.